# Chick Vennera
Francis Vincent Vennera (27. března 1947 Herkimer, New York – 7. července 2021 Burbank, Kalifornie) byl americký herec, známý mimo jiné rolí Joea Mondragona ve filmu Roberta Redforda The Milagro Beanfield War. Často také sloužil jako hlasové dvojče herce Joea Pesciho.

## Herectví
Během války ve Vietnamu sloužil v armádě Spojených států, nejprve v Signal Corps a později v divizi speciálních služeb. Poté se vydal na dráhu herce a tanečníka. Byl také hudebníkem, hrál na několik nástrojů. První významnou hereckou rolí byla role v broadwayském představení Pomáda, s tímto muzikálem absolvoval roční turné. I nadále působil jako umělec a v roce 1978 se objevil ve filmu Thank God It's Friday, kde předvedl taneční číslo na střeše několika aut. Jeho herecká kariéra pokračovala i v 80. a 90. letech, kdy se objevil v mnoha filmech a televizních seriálech: v roce 1979 jako veterán z vietnamské války Mitch Costigian ve třech epizodách seriálu Vega$ po boku hvězdy Roberta Uricha, v roce 1989 ve třech epizodách seriálu The Golden Girls jako postava Enrique Mas.
V 80. letech se věnoval i hlasovému herectví a hrál v pořadech Hanna-Barbera. Jeho nejvýznamnější rolí však byl Pesto (Gogo) v populárním animovaném seriálu Animaniacs společnosti Warner Bros. Animation/Amblin Entertainment. Před svou smrtí dokonce herectví vyučoval.

## Osobní život
Dne 7. července 2021 zemřel ve věku 74 let ve svém domě v Burbanku v Kalifornii na rakovinu.

## Vybraná filmografie
| Rok  | Název                     | Role                  | Poznámky                        |
| ---- | ------------------------- | --------------------- | ------------------------------- |
| 1978 | Thank God It's Friday     | Marv Gomez            |                                 |
| 1979 | Amíci                     | seržant Danny Ruffelo |                                 |
| 1981 | High Risk                 | Tony                  |                                 |
| 1988 | The Milagro Beanfield War | Joe Mondragon         |                                 |
| 1991 | The Terror Within II      | Kyle                  |                                 |
| 1991 | McBain                    | Roberto Santos        |                                 |
| 1997 | Time Under Fire           | Spitz                 |                                 |
| 1999 | Wakko's Wish              | Pesto (Gogo)          | hlas na video (Direct-to-video) |
| 1999 | Final Voyage              | Dennis                |                                 |
| 2000 | Intrepid                  | Ellerson              |                                 |
| 2001 | Air Rage                  | Fishmam               |                                 |
| 2005 | Glass Trap                | Paolo                 |                                 |

| Rok       | Název                              | Role                                                  | Poznámky                                                  |
| --------- | ---------------------------------- | ----------------------------------------------------- | --------------------------------------------------------- |
| 1978–1990 | Vega$                              | Mitch Costigian                                       | 3 díly                                                    |
| 1985      | The Jetsons                        | další hlasy                                           |                                                           |
| 1986–1987 | Foofur                             | Sam                                                   | Hlas 16 dílů                                              |
| 1986      | Diff'rent Strokes                  | Spider                                                |                                                           |
| 1989      | The Golden Girls                   | Pepe/Enrique                                          | 3 díly                                                    |
| 1993      | Bonkers                            | Chick                                                 | Hlas 2 díly                                               |
| 1993–1998 | Animaniacs (Animáci)               | Pesto (Gogo), The Godpigeon, Sparrow, Joe P.          | Hlas 22 dílů                                              |
| 1996–1997 | The Real Adventures of Jonny Quest | Lorenzo, Thug #2, Gustavo Arollo, Walker, další hlasy | Hlas 9 dílů                                               |
| 1998      | JAG                                | Benny Turpin                                          | 2 díly                                                    |
| 1998      | Cow and Chicken                    | Shark #1, Shark #2, Salesman #1                       | Epizoda: „Free Inside/Journey to the Center of Cow“; hlas |
| 2000      | That's Life                        | Luciano                                               |                                                           |
| 2000      | Batman Beyond                      | Chauffeur                                             | Epizoda: „Ace in the Hole“; hlas                          |
| 2002–2004 | Static Shock                       | Ferrett                                               | Hlas 3 epizody                                            |

| Rok  | Název                  | Role                                    | Poznámky |
| ---- | ---------------------- | --------------------------------------- | -------- |
| 1997 | Zork: Grand Inquisitor | Hades Beast, House Alarm                | Hlasy    |
| 1997 | Zork: Grand Inquisitor | Pesto (Gogo), Animaniacs: Ten Pin Alley | Hlasy    |
| 2009 | Bayonetta              | Enzo                                    | Hlasy    |